# Montsecret
Montsecret – miejscowość i dawna gmina we Francji, w regionie Normandia, w departamencie Orne. W 2008 roku liczba ludności wynosiła 592 mieszkańców. 
W dniu 1 stycznia 2015 roku z połączenia dwóch ówczesnych gmin – Clairefougère oraz Montsecret – utworzono nową gminę Montsecret-Clairefougère. Siedzibą gminy została miejscowość Montsecret. 